# Maria Isabel Antonieta de Borbó
Maria Isabel Antonieta de Pàdua de Borbó i de Saxònia (Portici, 6 de setembre de 1740 - 1 de novembre de 1742) va ser una princesa napolitana, filla de Carles VII de Nàpols i Maria Amàlia de Saxònia, morta en la infància.
Va néixer al Palau Reial de Portici, el 6 de setembre de 1740. Va ser la filla primogènita de Carles VII de Nàpols –futur Carles III d'Espanya– i de Maria Amàlia de Saxònia. Batejada el 19 de novembre, en van ser padrins els seus avis, Felip V d'Espanya i Isabel Farnese, però que no van poder assistir a causa del delicat estat de salut del primer, i en el seu lloc van actuar el cardenal Acquaviva i la princesa de Colombrano. Va tenir la consideració de princesa de Nàpols, però no la d'infanta d'Espanya, atès que va morir abans de l'ascens al tron del seu pare i tampoc hi havia encara tradició de donar el títol als nets dels reis.
Amb motiu del naixement, i per donar-la a conèixer als seus avis, Carles i Maria Amàlia van encarregar diversos retrats a pintors presents a Nàpols en aquell moment com Clemente Ruta, Francesco Solimena, Giovanni Battista delle Piane i Jacopo Amigoni. Tanmateix, la seva vida va ser curta, va morir dos anys més tard, l'1 de novembre de 1742. La princesa va posar-se malalta pocs dies després del naixement de la seva germana Maria Josepa, el mes de gener, però no va ser capaç de superar la malaltia. El seu cos va ser enterrat a l'església de Santa Clara de Nàpols.